# Feeding off the Mojo
Albums de Night Ranger
Man in Motion
(1988) Neverland
(1997)
Feeding off the Mojo est un album hard rock du groupe américain Night Ranger.

## Titres
- Mojo (Night Ranger) 4:12
- Last Chance (Night Ranger/J. Paris) 5:05
- Try (For Good Reason) (Night Ranger/D.O'Brien) 3:56
- Precious Time (Night Ranger/T.Meagher) 4:41
- The Night Has A Way (D.Tyson/C.Ward) 4:53
- Do You Feel Like I Do/Tomorrow Never Knows (P.Frampton) 4:53
- Music Box (Night Ranger/S.Isham) 5:38
- Longest Days (Night Ranger/C.Sparks) 5:01
- Tell Me I'm Wrong (Night Ranger) 4:36
- So Far Gone (Night Ranger) 5:15

## Musiciens
- Gary Moon : basse, chant
- Brad Gillis : guitare
- Kelly Keagy : batterie, chant